# Biserica unitariană din Sânvăsii
Biserica unitariană din Sânvăsii (în maghiară Nyárádszentlászlói unitárius templom) este un lăcaș de cult protestant construit în secolul al XIV-lea, apoi modificat deseori până în secolul al XV-lea. În acest monument se regăsesc atât specifitățiile stilului gotic, cât și arhitectura secuiască. Clădirea figurează pe lista monumentelor istorice din 2010, cu codul cod LMI MS-II-m-A-15676.

## Istoric
Sânvăsii este un sat secuiesc din Scaunul Mureș aflat la o distanță de numai 17 km de cel mai important oraș din regiune, Târgu Mureș. Localitatea este atestată din 1332 în lista de zeciuială papală. Satul a primit numele de la hramul bisericii, Sfântul Ladislau I al Ungariei, care a fost canonizat de Biserica Catolică în 1192, în timpul domniei regelui Béla al III-lea. Chiar dacă după Reforma Protestantă localitatea a devenit protestantă, majoritatea locuitorilor fiind de religie reformată și unitariană, numele satului a fost păstrat.

## Biserica
Nu se poate stabili cu exactitate ordinea fazelor de construcție, dar s-a presupus că o parte dintre structuri datează din secolul al XIV-lea. În interiorul lăcașului de cult se găsește o tribună deosebit de valoroasă și o masă de altar (în maghiară úrasztala) din 1784.